# 옥전초등학교
옥전초등학교는 대한민국 경상북도 의성군 옥산면 정자리에 있는 공립 초등학교다.

## 학교 연혁
- 1929년 9월 11일 옥전공립보통학교 개교
- 1938년 4월 1일 옥전공립심상소학교 개편
- 1941년 4월 1일 옥전공립국민학교 개편
- 1962년 4월 26일 옥전국민학교 전흥분교·신계분교 설립 인가
- 1962년 9월 4일 전흥분교장·신계분교장 개교
- 1963년 3월 1일 신계분교장 신계국민학교 승격 분리
- 1969년 3월 1일 전흥분교장 전흥국민학교 승격 분리
- 1981년 3월 1일 병설유치원 개원
- 1986년 3월 1일 신계국민학교 분교장 격하 편입
- 1989년 9월 16일 개교 60주년 행사
- 1991년 3월 1일 옥성국민학교 분교장 격하 편입
- 1992년 3월 1일 전흥국민학교, 신계분교장·옥성분교장 폐교 및 본교 통폐합
- 1993년 9월 1일 오류국민학교 분교장 격하 편입
- 1996년 3월 1일 옥전초등학교 개편
- 1999년 3월 1일 오류분교장 폐교 및 본교 통폐합
- 2016년 9월 1일 제34대 김진향 교장 부임
- 2017년 2월 17일 제85회 졸업(7명) (총 4,644명)

## 학교 상징
- 교화 : 꽃사과 - 4월 중순에 잎에서 나오기 전에 가지가 늘어지게 꽃이 피어 20일 동안 계속되며 꽃이 진 뒤에는 조그만 빨간 열매가 다닥다닥 달리며 겨울 눈속에서도 그대로 달려있다. 학교 주위에 집단 식재하여 꽃속에서 자라나는 어린이들이 연중 아름다운 마음씨와 정직하고 슬기롭게 성장하기를 기원한다.
- 교목 : 은행나무 - 은행나무는 일시에 잎이 돋아나고 단풍들며 일시에 떨어지는 입체감 즉,총화 단결을 상징한다. 이와 같이 은행나무처럼 오래오래 우리학교가 무궁한 발전을 해 나가고 은행나무가 사람에게 많은 이익을 주듯이 우리 학교에서 훌륭한인재가 많이 나와서 우리 고장과 우리나라를 빛내는 큰 일꾼이 되기를 기원한다.

## 참고 자료
- 옥전초등학교 - 한국교육학술정보원 학교알리미